# Идришева, Алихан Оразгалиевна
Алихан Оразгалиевна Идришева (каз. Әлихан Оразғалиқызы Ыдрышева; 9 декабря 1950, Урджарский район, Семипалатинская область, КазССР, СССР) — советская, казахская актриса

 и одна из основоположников Талдыкорганского драматического театра им. Б.Римовой. Народная артистка Казахстана (2024), заслуженный деятель Казахстана (2006).

## Биография
В 1969 году окончила среднюю школу имени Абая Урджарского района, в том же году поступил на актёрский факультет Алма-Атинской государственной консерватории, которую успешно окончила в 1974 году по классу народной артистки СССР, профессора Хадиша Бокеевой и заслуженного деятеля искусств Казахстана, профессора Аширбека Сыгая.
Трудовую деятельность начала в 1973 году артистом областного казахского драматического театра имени Абая г. Семей.
С 1975 года по настоящее время — актриса высшей категории Талдыкорганского Казахского драматического театра им. Бикена Римова.

## Творчество

### Роли в театре
Казахский драматический театр им. Бикена Римова
Из казахской и мировой классики и современной драматургии:
- «Абай» Мухтар Ауэзов — Карлыгаш.
- «Козы Корпеш — Баян сулу» Габит Мусрепов — Тансык.
- «Слуга двух господ» Гольдони, Карло — Смеральдина.
- каз. «Дала дастаны» К. Мукашев — Макпал.
- каз. «Ана аманаты» Иран-Гайып — мать.
- каз. «Күтпеген кездесу» Ахтанов, Тахави — мать.
- каз. «Бір түп алма ағашы» Алимбек Оразбеков — Даметкен.
- каз. «Тойы көп үй» Баккожа Мукаи — Гульшара.
- каз. «Жер тағдыры» Оразбек Бодыков — Калдыбике.
- каз. «Ұзатылмақ кемпірлер» Флорид Буляков — Фатима.
- каз. «Қара Керей Қабанбай» К. Абдрахман — Назым.
- каз. «Алдар көсе» Шахмет Кусаинов — Даметкен.
- каз. «Шұға» Беимбет Майлин — Макпал.
- каз. «Кішкентай ауыл» Исабеков, Дулат — Хадиша.
- каз. «Аласапыран» Беимбет Майлин, Аймауытов, Жусипбек — Жупар.

## Награды и звания
- Награждена Почётной грамотой Президента Республики Казахстан.
- 2001 — Медаль «10 лет независимости Республики Казахстан»
- 2006 — присвоено почётное звание «Қазақстанның еңбек сіңірген қайраткері» (Заслуженный деятель Казахстана) — за значительный вклад в развитие театрального искусства.
- 2008 — Медаль «10 лет Астане»
- 2019 — звания «Почётный гражданин Алматинской области» и др.
- 2024 (23 октября) — присвоено почётное звание «Народный артист Казахстана».[1]